# Pithiviers
 Pithiviers  es una población y comuna francesa, situada en la región de Centro, departamento de Loiret, en el distrito y cantón de Pithiviers.

## Demografía
| 7343 | 8715 | 10 097 | 9392 | 9327 | 9242 |
| Para los censos de 1962 a 1999 la población legal corresponde a la población sin duplicidades (Fuente: INSEE [Consultar]) |      |        |      |      |      |